# 拟雀莺
，是雀形目绿莺科的一种鸟类，自成一属。
拟雀莺体重约6克，翼长约45.6毫米，嘴峰长约9.6毫米，喙宽度约2.3毫米，喙厚度约2.5毫米，跗蹠长约11.5毫米，尾长约26.6毫米。拟雀莺在其分布区内为留鸟，其栖息在密集的高大树木组成的森林中，食性为肉食性，主要食物来源是陆生无脊椎动物。

## 亚种
- ：分布于塞拉利昂至多哥；尼日利亚西南部可能也有分布。
- ：分布于尼日利亚东南部、喀麦隆西南部和加蓬。
- ：分布于几内亚湾的比奥科岛。
- ：分布于喀麦隆东南部至乌干达和安哥拉。[4]